# Howard Jacobson
Pour les articles homonymes, voir Jacobson.
Howard Jacobson, né le 25 août 1942 à Manchester, est un écrivain, universitaire et journaliste anglais. Il est surtout connu pour ses romans de tonalité amusante qui brossent le portrait de personnages juifs britanniques. Il a obtenu le prix Booker en octobre 2010 pour son roman La Question Finkler.

## Biographie
Après des études à l'Université de Cambridge (Downing College, il enseigne durant trois ans à l'université de Sydney avant de revenir à Cambridge. De 1974 à 1980, il enseigne à Wolverhampton Polytechnic, qui sera la source d'inspiration pour son premier roman Coming From Behind (1983). 
Depuis, Howard Jacobson a publié une dizaine de romans dans une veine comique où il se plaît à mettre en scène des personnages qui se définissent par leur judéité  britannique, ce qui lui a valu la réputation d'être « le Philip Roth anglais », bien qu'il préfère se présenter comme une « Jane Austen juive ». Son dernier roman (The Finkler Question, 2010) poursuit dans cette voie plaisante en mêlant l'émotion à l'humour juif.
Howard Jacobson collabore aussi à des émissions de télévision et écrit régulièrement dans le quotidien The Independent.
En octobre 2017, il décrit dans une tribune la conférence annuelle du Parti travailliste comme un « déchaînement de haine » à l'égard des juifs, affirmant fallacieusement que l’une des motions soumises au vote questionnait la réalité de l’holocauste.

## Œuvres

### Romans
- (en) Coming From Behind, Chatto & Windus, 1983
- (en) Peeping Tom, Chatto & Windus, 1984
- (en) Redback, Bantam, 1986
- (en) The Very Model of a Man, Viking, 1992
- (en) No More Mister Nice Guy, Cape, 1998
- (en) The Mighty Walzer, Cape, 1999
- (en) Who's Sorry Now, Cape, 2002
- (en) The Making of Henry, Cape, 2004
- Kalooki Nights, Calmann-Lévy, 2012 ((en) Kalooki Nights, Cape, 2006)  (ISBN 978-2702143353)
- Pour faire l’amour, Calmann-Lévy, 2016 ((en) The Act of Love, Cape, 2008)  (ISBN 978-2-7021-6030-5)
- La Question Finkler, Calmann-Lévy, 2011 ((en) The Finkler Question, Bloomsbury, 2010)  (ISBN 978-2-7021-4247-9)Prix Booker 2010
- La Grande Ménagerie, Calmann-Lévy, 2014 ((en) Zoo Time, Bloomsbury, 2012)  (ISBN 978-2-7021-4449-7)
- J., Calmann-Lévy, 2015 ((en) J, Bloomsbury, 2014)  (ISBN 978-2-7021-5722-0)

### Essais
- (en) Shakespeare's Magnanimity: Four Tragic Heroes, Their Friends and Families, Chatto et Windus, 1978Écrit avec Wilbur Sanders.
- (en) In the Land of Oz, Hamish Hamilton, 1987
- (en) Roots Schmoots: Journeys Among Jews, Viking, 1993
- (en) Seriously Funny: From the Ridiculous to the Sublime, Viking, 1997